# 特爾博夫列
特爾博夫列（發音：[təɾˈbɔ̀ːwljɛ] ⓘ），是斯洛維尼亞特尔博夫列市镇的城市及其行政中心。位於斯洛維尼亞中部薩瓦河谷薩瓦河左岸小支流的山谷中。

## 文化
特爾博夫列博物館（Zasavski Muzej Trbovlje）有很大一部分專門介紹採礦歷史。斯洛維尼亞工業樂團Laibach也起源於此地。

## 經濟
特爾博夫列以其悠久的煤炭開採歷史而聞名，也以特爾博夫列發電站而聞名，該發電站是歐盟最高的360公尺煙囪所在地。

## 堂區與教堂
兩個天主教堂區在特爾博夫列有他們的席位：特爾博夫列堂區–聖馬丁和特爾伯波夫列堂區–聖瑪麗。兩者都屬於天主教采列教區。
聖馬丁堂區教堂原本是一座羅馬式教堂，中殿的一部分倖存下來。聖所是哥德式，並在18世紀增加了巴洛克式鐘樓和小教堂。在19世紀，中殿得到了擴展。該堂的第二座教堂在該鎮西端，獻給聖尼古拉斯，建於18世紀。
2000年在該鎮南部建立了特爾博夫列堂區–聖瑪麗。它的堂區教堂是獻給聖母瑪利亞，也是教堂之母。它是根據建築師约泽·马林科的計畫於1998年至2000年建造的。彩色玻璃、繪畫和苦路是由受過學院培訓的畫家杰玛扎尔創作的。教會於2000年8月受祝福，並於2007年10月祝聖。
今天，特爾博夫列的很大一部分民眾將自己描述為無神論者，排在第三位，僅次於天主教徒與“不回應”。

## 外部連結
- 官方网站  （斯洛文尼亚文）
- Trbovlje on Geopedia.si （页面存档备份，存于） (map, aerial photograph)
- Trbovlje on Google Maps （页面存档备份，存于） (map, photographs, street view)